# Beren Saat

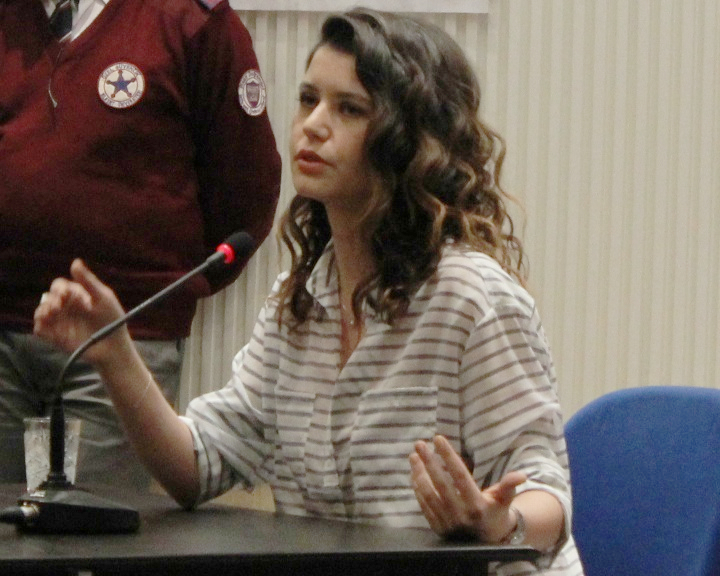
Beren Saat (2015)

Beren Saat (* 26. Februar 1984 in Ankara) ist eine türkische Schauspielerin.

## Leben
Beren Saat studierte an der Bilkent-Universität in Ankara. Sie nahm an dem Schauspielwettbewerb „Türkiye'nin Yıldızları“ (Stars der Türkei) teil und wurde Zweitplatzierte, dort entdeckte man ihr Talent. Wegen eines Rollenangebots zog sie mit ihrer Mutter nach Istanbul. 2004 spielte sie in der Serie „Aşkımızda Ölüm Var“ die Rolle der Nermin. 2005 war Saat an der Seite von Mahsun Kırmızıgül in der TV-Serie „Aşka Sürgün“ zu sehen. Ihren Durchbruch erlangte sie in der Serie „Hatırla Sevgili“. Die TV-Serie handelt von einer Liebesgeschichte zwischen Yasemin (Beren Saat) und Ahmet (Cansel Elçin), die aus gegensätzlichen Familien stammen. Im Hintergrund stehen die historischen Ereignisse der 1960er Jahre in der Türkei. Noch bekannter, vor allem auch außerhalb der Türkei, wurde sie durch die TV-Serie „Aşk-ı Memnu“ an der Seite von Selçuk Yöntem und Kıvanç Tatlıtuğ. In der Verfilmung des Romans von Halid Ziya Uşaklıgil spielte sie die Rolle der Bihter Ziyagil. In der TV-Serie heiratete die junge und schöne Bihter den wohlhabenden Adnan. Diesen betrügt sie mit dessen Neffen Behlül (Kıvanç Tatlıtuğ). Die Serie wurde vielfach ausgezeichnet.
2008 war Beren Saat erstmals auf der Kinoleinwand zu sehen. „Güz Sancısı“ (deutsch: Herbstleid) thematisiert das politische Klima in der Türkei im Jahre 1955 und kombiniert dazu eine ausweglose Liebesgeschichte. Sowohl in diesem Film als auch in „Aşka Sürgün“ arbeitete sie mit der erfolgreichen Regisseurin Tomris Giritlioğlu zusammen. 2009 spielte Beren Saat in dem Kino-Film „Gecenin Kanatları“ (deutsch: die Flügel der Nacht) die Rolle der Gece. Im Jahre 2010 verlieh sie an der Seite von Kıvanç Tatlıtuğ ihre Stimme Barbie aus Toy Story 3 und im Jahr 2012 Merida aus Merida – Legende der Highlands.
Die Schauspielerin engagiert sich auch für soziale Projekte. In der Serie „Fatmagül'ün Suçu Ne?“ (deutsch: Was ist Fatmagüls Schuld?) stellt sie Fatmagül, ein junges Mädchen, dar, das vergewaltigt und dazu von ihren Peinigern vom Opfer zur Schuldigen gemacht wird. Beren Saat sagt dazu:

„Wir wollen, dass über dieses Tabuthema diskutiert wird. Wenn wir das schaffen, haben wir schon sehr viel erreicht.“

Saat kämpft gegen die Angst in der Bevölkerung, das Schweigen zu brechen:

„Gewalt und Vergewaltigung dürfen keine Taten sein, die man einfach als sein unumstößliches Schicksal hinnimmt und akzeptiert. Dieser Irrglaube muss durchbrochen werden. Frauen sollen keine Angst haben, ihren gewalttätigen Mann anzuzeigen oder die Polizei zu rufen, wenn sie aus der Nachbarwohnung hören, wie eine Frau geschlagen wird.“

Die erfolgreiche Schauspielerin spielte 2013–2014 die Hauptrolle in der türkischen Serie namens İntikam. Dies ist die türkische Version der bekannten US-amerikanischen Drama-Serie Revenge. Im Jahre 2015 spielte sie in der Serie „Muhteşem Yüzyıl: Kösem“ die Hauptrolle als Kösem.

## Privates
Beren Saat lebte zunächst in Ankara. Nach ihrer Teilnahme an Türkiye'nin Yıldızları zog sie mit ihrer Mutter nach Istanbul. Sie hat einen älteren Bruder. Sie spricht sowohl Englisch als auch Spanisch. In ihrer Freizeit spielt sie gerne Tennis oder geht Tanzen. Am 29. Juli 2014 heiratete sie in Los Angeles den türkischen Sänger Kenan Doğulu.

## Filmografie

### Serien
- 2004: Aşkımızda Ölüm Var
- 2004–2006: Aşka Sürgün
- 2006–2008: Hatırla Sevgili
- 2007: Avrupa Yakası
- 2008–2010: Aşk-ı Memnu
- 2010–2012: Fatmagül'ün Suçu Ne?
- 2013–2014: Intikam
- 2015: Muhteşem Yüzyıl: Kösem
- 2019–2021: Atiye – Die Gabe (Atiye, Netflix Serie)

### Filme
- 2008: Güz Sancisi
- 2009: Gecenin Kanatlari
- 2010: Toy Story 3
- 2012: Merida – Legende der Highlands (Brave)
- 2012: Gergedan Mevsimi
- 2013: Benim Dünyam
- 2023: Letzter Aufruf für Istanbul

## Auszeichnungen
| Jahr | Auszeichnung                                  | Kategorie                            | Serie/Film           |
| ---- | --------------------------------------------- | ------------------------------------ | -------------------- |
| 2008 | Altın Lale Güzel Sanatlar Ödülleri            | Beste Schauspielerin (Serie)         | Hatirla Sevgili      |
| 2009 | Altın Kelebek Ödülleri                        | Beste Schauspielerin                 | Ask-i Memnu          |
| 2009 | Kabataşlılar Derneği                          | Beste Schauspielerin (Kino)          | Güz Sancısı          |
| 2009 | Yıldız Teknik Üniversitesi                    | Beliebteste Schauspielerin           | Ask-i Memnu          |
| 2009 | Beykent Üniversitesi                          | Beste Schauspielerin des Jahres      | Ask-i Memnu          |
| 2010 | Sinema Burda Festivali                        | Junge Generation Schauspielerin      | Gecenin Kanatlari    |
| 2010 | Elle Style Awards                             | Best Style – Schauspielerin          |                      |
| 2010 | Altın Kelebek Ödülleri                        | Beste Schauspielerin                 | Ask-i Memnu          |
| 2010 | Ayaklı Gazete                                 | Beste Schauspielerin Drama           | Ask-i Memnu          |
| 2010 | Türkiye Konuşuyor Dergisi                     | Beste Schauspielerin des Jahres      | Ask-i Memnu          |
| 2010 | Kadir Has Üniversitesi                        | Beste Schauspielerin des Jahres      | Ask-i Memnu          |
| 2010 | Galatasaray Üniversitesi                      | Beste Schauspielerin des Jahres Kino | Ask-i Memnu          |
| 2010 | Marmara Üniversitesi                          | Beste Schauspielerin                 | Ask-i Memnu          |
| 2011 | Yıldız Teknik Üniversitesi – Yilin Yildizlari | Beliebteste Schauspielerin           | Fatmagül'ün Sucu Ne? |
| 2011 | Doğuş Üniversitesi                            | Beste Schauspielerin                 | Fatmagül'ün Sucu Ne? |
| 2011 | Reklamcılar Derneği (Werbungsfirma)           | Beste Schauspielerin                 | Fatmagül'ün Sucu Ne? |
| 2011 | 2. Quality Magazin Ödülleri                   | Beste Schauspielerin                 | Fatmagül'ün Sucu Ne? |
| 2011 | Esenler Belediyesi                            | Beste Schauspielerin des Jahres      | Fatmagül'ün Sucu Ne? |
| 2011 | Dumlupınar Üniversitesi                       | Beste Schauspielerin                 | Fatmagül'ün Sucu Ne? |
| 2012 | Kadir Has Üniversitesi                        | Beliebteste Schauspielerin           | Fatmagül'ün Sucu Ne? |
| 2012 | Ayaklı Gazete                                 | Beste Schauspielerin Drama           | Fatmagül'ün Sucu Ne? |
| 2012 | Haydarpaşa Lisesi                             | Angesagteste Schauspielerin          | Fatmagül'ün Sucu Ne? |
| 2012 | 11. ROTABEST Ödülleri                         | Beste Schauspielerin                 | Fatmagül'ün Sucu Ne? |
| 2012 | 25. Uluslararası Tüketici Zirvesi             | Beste Schauspielerin                 | Fatmagül'ün Sucu Ne? |
| 2013 | GQ Men of the Year Ödülleri                   | Frau des Jahres                      | GQ Türkiye           |
| 2014 | Yıldız Teknik Üniversitesi – Yilin Yildizlari | Beste Schauspielerin Kino            | Benim Dünyam         |